# Bertil Strandberg
Bertil Louis Strandberg (i riksdagen kallad Strandberg i Boden), född 23 april 1920 i Borås, död 1 juni 2003 i Boden, var en svensk officer (kapten) och politiker för högerpartiet. 
Strandberg var ledamot av riksdagens första kammare 1965–1970, invald i Västerbottens läns och Norrbottens läns valkrets.